# 97472 Hobby
97472 Hobby este un asteroid din centura principală de asteroizi.

## Descriere
97472 Hobby este un asteroid din centura principală de asteroizi. A fost descoperit pe 6 februarie 2000 la Needville de Observatorul din Needville. Asteroidul prezintă o orbită caracterizată de o semiaxă mare de 3,15 ua, o excentricitate de 0,17 și o înclinație de 9,7° în raport cu ecliptica.